# Coopérative des officiers
La Coopérative des officiers (en serbe cyrillique : Официрска задруга ; en serbe latin : Oficirska zadruga) est un bâtiment de Belgrade, la capitale de la Serbie, dans la municipalité urbaine de Savski venac. Construite en 1908, elle est inscrite sur la liste des monuments culturels de grande importance de la république de Serbie et sur la liste des biens culturels de la ville de Belgrade.

## Présentation
La Coopérative des officiers se trouve au n° 4 de la rue Masarikova. Elle a été construite en 1908 selon un projet de l'architecte Svetozar Јovanović, avec la collaboration de Danilo Vladisavljević et Vladimir Popović, dans le style de l'Art nouveau. Elle dispose d'une cave, d'un sous-sol, d'un rez-de-chaussée et de deux étages. Le bâtiment est construit en pierres et en briques liées par un mortier de chaux.

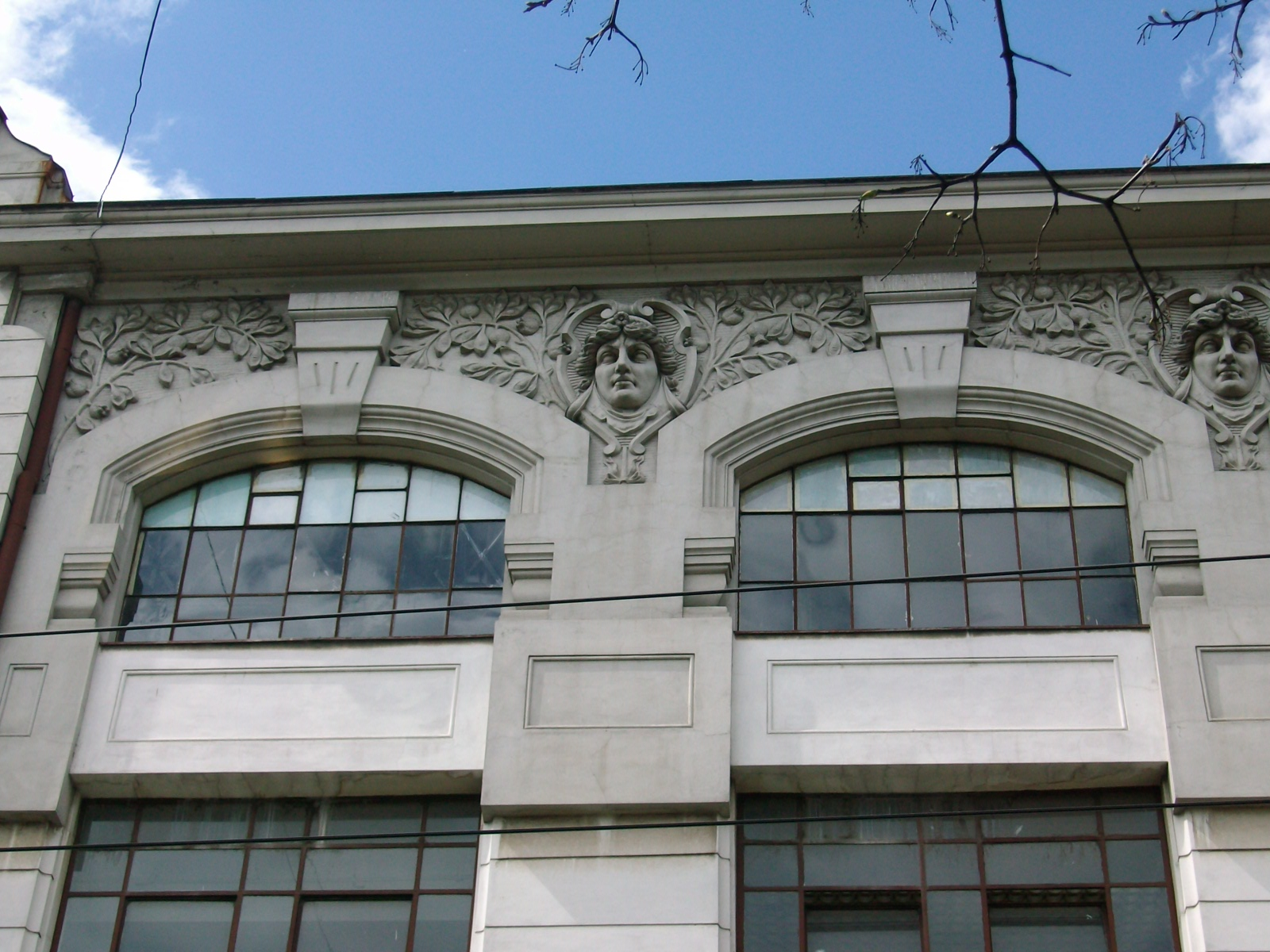
Détail de la façace

La coopérative a été conçue comme un immeuble séparé, avec une division entre les côtés du bâtiment réservés aux ateliers et la partie centrale consacrée au commerce. Cette division entre les différents rôles de l'édifice se lit clairement dans le traitement des façades. Les ailes sont conçues dans un style traditionnel, avec de petites ouvertures, tandis que la façade centrale est de style moderne, avec des fenêtres qui peuvent couvrir plusieurs étages. L'influence de l'Art nouveau est lisible dans la verticalité du bâtiment et dans les divers ornements extérieurs. On y trouve ainsi des figures féminines, des décors floraux, des consoles décoratives et des grilles en fer forgé inspirés de l'Art nouveau. Le dôme qui surmonte l'édifice est considéré comme un des plus beaux de la capitale serbe ; il est l'œuvre de l'étameur Milan Ilić.
La coopérative a été restaurée en 1985–1986.